# Pentoniscus silvestrii
Pentoniscus silvestrii là một loài chân đều trong họ Philosciidae. Loài này được Arcangeli miêu tả khoa học năm 1927.